# HMS Sjölejonet (1967)
Pour les autres navires du même nom, voir HMS Sjölejonet.
Le HMS Sjölejonet est le deuxième navire de la classe Sjöormen de sous-marins suédois, nom de projet A11.

## Développement
La planification de la classe comprenait un certain nombre de solutions AIP différentes, y compris la propulsion nucléaire. Cependant, les navires ont finalement été achevés avec des batteries extrêmement grandes pour l’époque. Le navire était un sous-marin à simple coque, dont la forme de coque était influencée par le sous-marin expérimental américain USS Albacore (AGSS-569). La coque était recouverte de tuiles de caoutchouc pour réduire la signature acoustique (tuiles anéchoïques), ce qui était à cette époque une technologie pionnière. La classe Sjöormen a également été pionnière dans l’utilisation d’un gouvernail en forme de croix de saint André (par opposition à un gouvernail en forme de croix grecque) comme caractéristique standard (par opposition à un sous-marin expérimental).

## Service en Suède
Le Parlement suédois a décidé de l’acquisition du navire en 1961. Le navire a été commandé à Kockums à Karlskronavarvet et sa quille a été posée en 1965. Le navire a été lancé le 29 juin 1967 et a rejoint la flotte le 16 décembre 1968. Dans le cadre de son voyage d’essai, le navire a reçu sa devise, qui se lit comme suit : In omnia paratus (Préparé pour tout, partout).

## Service à Singapour
Le HMS Sjöbjörnen a servi dans la marine royale suédoise pendant près de 30 ans. Le navire a été désarmé en 1993 et revendu en 1997 à Kockums, qui l’a revendu à Singapour avec ses quatre sister-ships. À la suite de modifications apportées au navire pour sa tropicalisation, Singapour a racheté le sous-marin le 28 mai 1999 et l’a renommé RSS Conqueror,. Le navire est arrivé à Singapour avec le RSS Centurion en juillet 2000. Il a été remis en service dans la marine de Singapour le 26 juin 2004, après un important carénage. Il est toujours en service actif en 2020.

## Galerie

HSwMS Sjölejonet & RSS Conqueror Gallery
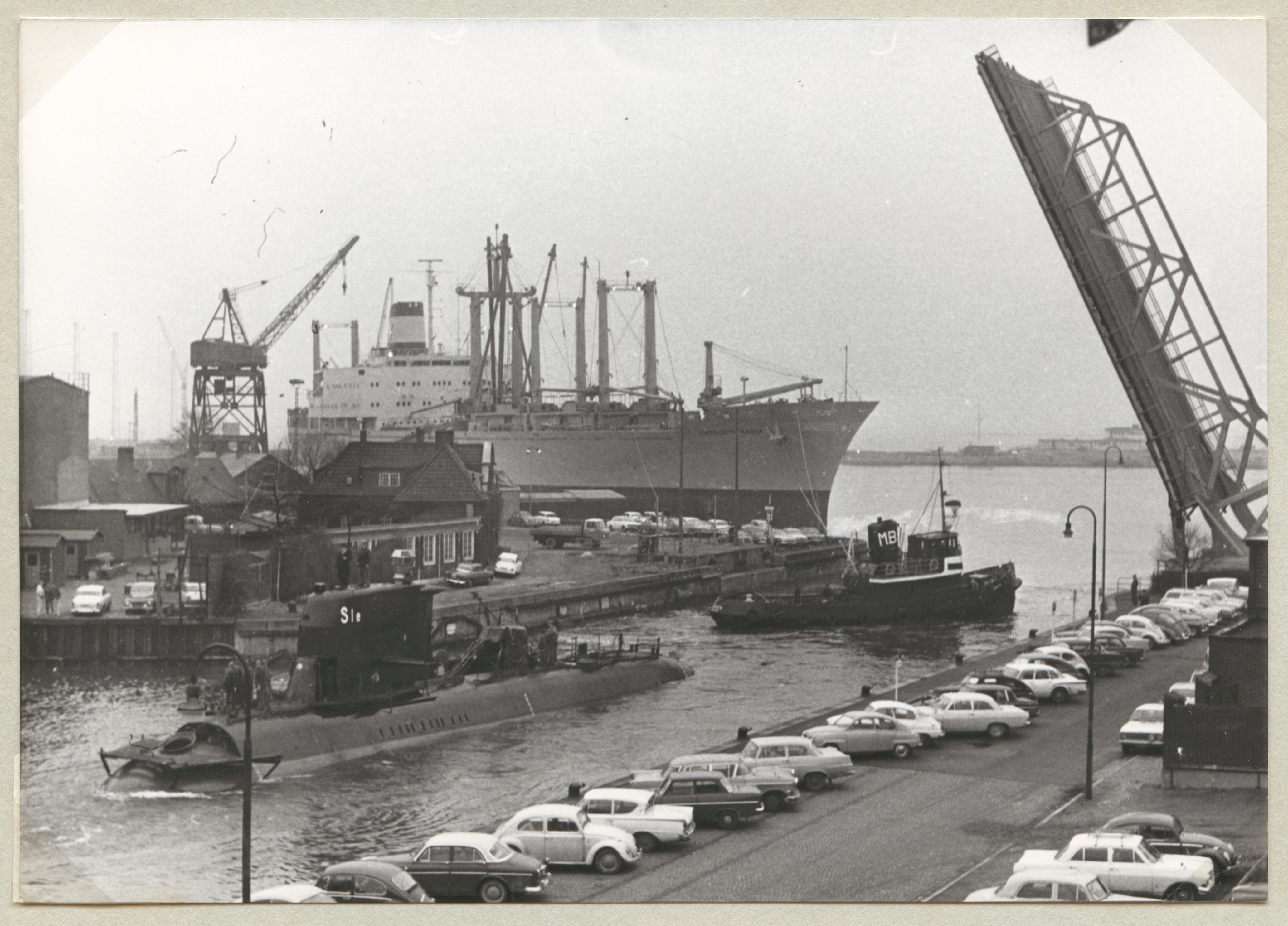
Le HMS Sjölejonet est remorqué hors du port après son lancement en juillet 1967.